# Permis de maraude
Permis de maraude (titre original : Skulking Permit) est une nouvelle de science-fiction humoristique de Robert Sheckley. Elle est publiée pour la première fois dans le numéro de décembre 1954 du magazine Galaxy Science Fiction et sa version française (le traducteur n'est alors pas crédité) paraît dans Galaxie en février 1955.
Sur une autre planète, une colonie oubliée de la Terre  doit renouer le contact, mais elle doit pour cela se conformer à des normes sociétales que tous ont oubliées. Il faut notamment que cette petite colonie pacifique fasse « l'apprentissage ponctuel » de la délinquance et de la criminalité.

## Résumé
La planète du Nouveau-Delaware, colonie de la Terre, vit dans un complet isolement depuis plusieurs siècles. La petite population qui l'occupe a formé une société assez primitive, basée sur le troc, où la délinquance est inconnue. Lorsqu'un jour la Terre se manifeste, c'est pour s'enquérir de la situation dans la colonie, savoir si cette dernière se conforme aux usages terriens ; un vaisseau avec un comité d'inspection est en route.
Se référant à d'anciens livres décrivant ces usages, le maire du Nouveau-Delaware met en chantier la construction d'une École, d'une Église et d'autres bâtiments, dont une Prison. Il lui faut aussi trouver d'urgence un Criminel qui sera incarcéré dans la Prison. Le maire estime que Tom Pêcheur — les habitants sont désignés par le nom de leur métier comme Billy Peintre ou les frères Charpentier — peut jouer ce rôle. Tom est donc muni d'un « Permis de maraude » lui enjoignant de « manifester sa Malhonnêteté dans les Allées Obscures, de hanter les Mauvais Lieux et de Violer la Loi ».
Tom, malheureusement, éprouve les plus grandes difficultés à se transformer en criminel. Après plusieurs vols (mais il restitue toujours son Butin à ses victimes), il décide de commettre un meurtre. Impossible de tuer l'un des concitoyens parce qu'il louche, le Mobile n'est pas acceptable. Impossible de tuer le maire, ce n'est plus un simple crime. 
Rien n'a donc avancé dans ce domaine sur le Nouveau-Delaware lorsque l'Inspecteur débarque. Il nourrit d'ailleurs de forts soupçons, lors de sa tournée, sur ce décor d'opérette qu'on lui présente. C'est alors que Tom Pêcheur se précipite sur lui pour le tuer, clamant qu'il doit commettre un crime pour que le Nouveau-Delaware, comme toute société terrestre bien organisée, possède « son » criminel. L'Inspecteur, échappant de justesse à la mort, repart sur son vaisseau, laissant à son sort ce peuple de fous, craignant surtout que cette société aux mœurs déplorables ne fasse des émules. Tom Pêcheur reprend son métier et le Nouveau-Delaware retrouve ses habitudes, non sans s'interroger sur l'utilisation de tous ces bâtiments neufs construits pour rien.

## Personnages principaux
- Tom Pêcheur
- Le Maire
- L'Inspecteur

## Commentaires et analyse
Le ressort humoristique de la nouvelle réside dans l'incapacité des habitants du Nouveau-Delaware à comprendre, et même à imaginer le concept du crime, ce qui les conduit à de fausses interprétations de leurs sources historiques, en complet décalage avec celles du lecteur. L'emploi par Sheckley de majuscules initiales pour certains mots communs ou adjectifs renforce ce paradoxe.

## Éditions en français
- « Permis de maraude »  (trad. [non crédité], ill. Mel Hunter), Galaxie, 1re série, no 15,‎ février 1955, p. 2-28 : édition originale en français.

- « Permis de maraude », dans Histoires galactiques  (trad. Marcel Battin), Hachette Livres, coll. « Le Livre de poche », 1975, 441 p. (ISBN 978-2-253-00881-1) : recueil de 12 nouvelles (plusieurs rééditions).

- « Permis de maraude », dans Le Prix du danger  (trad. Marcel Battin), groupe Flammarion, coll. « J'ai lu », 1983, 256 p. (ISBN 2-277-21474-4) : recueil inédit de 9 nouvelles de Robert Sheckley traduites en français (plusieurs rééditions).

## Pour en savoir plus

### Lire la nouvelle en anglais
Le texte étant tombé dans le domaine public, il est possible de lire la nouvelle en anglais sur le site Galaxy-Magazine